# De Poort (Houten)
De Poort is een weg in de Nederlandse plaats Houten. De Poort loopt vanaf de Rondweg en De Brug tot aan de Romeinenpoort, Herenweg en het Lupine-oord.
Er bevinden zich een aantal monumentale huizen plus een cultureel gebouw De Grund (met peuterspeelzaal eraan vast) aan De Poort 77-79. Bij de insteek vanaf de Rondweg naar De Poort bevond zich een benzinestation van Texaco, dit is Esso geworden.
Zijstraten die op De Poort uitkomen zijn de Burgemeester Wallerweg, Vikingenpoort, Chamavenpoort en de Suevenpoort.
De Poort maakte tot in de jaren tachtig onderdeel uit van de doorgaande provinciale weg van Utrecht naar Schalkwijk. Het stuk bij de Poort is rond 1933 aangelegd, zodat het doorgaande verkeer om de kerk van Houten heen ging. Voor 1933 was de weg een lokale weg.

## Fotogalerij

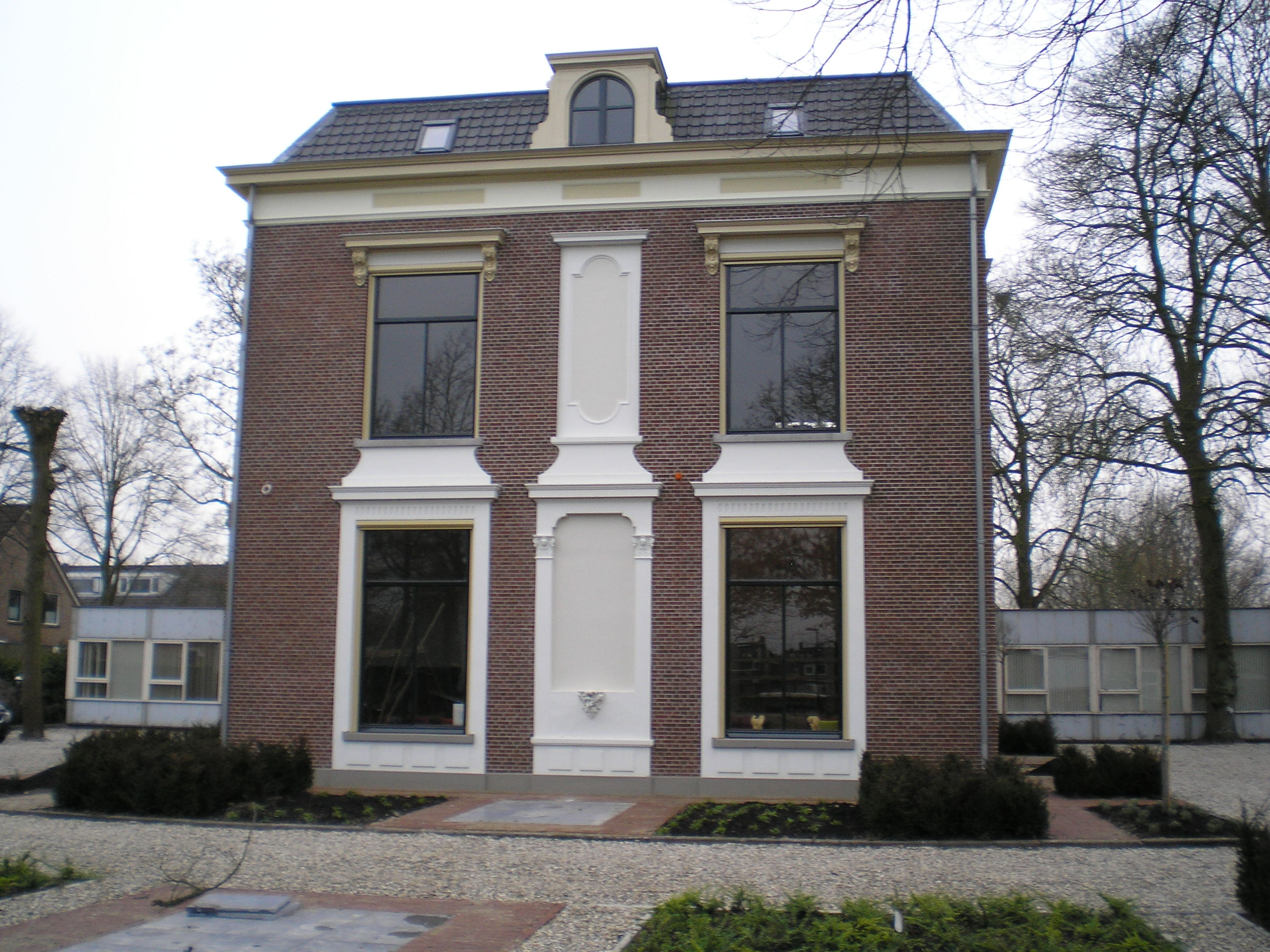
De Grund (1877), voormalige ambtswoning burgemeester J. Waller en voormalig gemeentehuis, De Poort 42 en het Koetshuis, De Poort 40 te Houten (monumentaal)
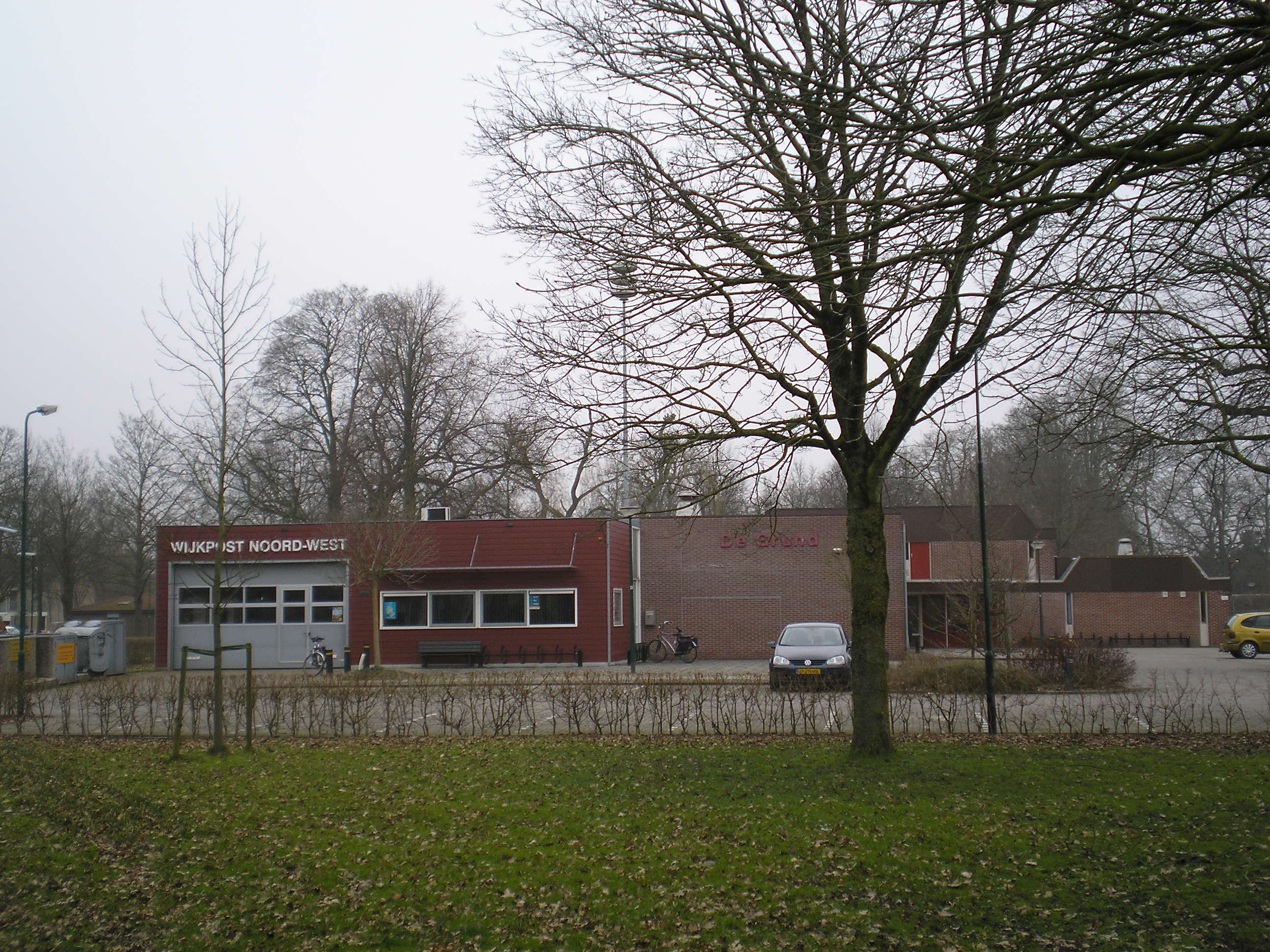
Sociaal cultureel centrum De Grund en wijkpost Noord-West te Houten

Beusichemseweg ·
Burgemeester Wallerweg ·
De Poort ·
Heemsteedseweg ·
Herenweg ·
Houtensewetering ·
Koningin Julianastraat ·
Loerikseweg ·
Lupine-oord ·
Notengaarde ·
Oud Wulfseweg ·
Plein ·
Prins Bernhardweg ·
Staatsspoor ·
Stationserf ·
Tiellandtspad ·
Vlierweg ·
Weteringhout